# Långtjärnen (Laxsjö socken, Jämtland, 707497-144122)
Långtjärnen är en sjö i Krokoms kommun i Jämtland och ingår i Indalsälvens huvudavrinningsområde.